# Викет (Тексас)
Викет (енгл. Wickett) град је у америчкој савезној држави Тексас. По попису становништва из 2010. у њему је живело 498 становника.

## Демографија
Према попису становништва из 2010. у граду је живело 498 становника, што је 43 (9,5%) становника више него 2000. године.
| Група             | 2000.       | 2010.       |
| Белци             | 315 (69,2%) | 311 (62,4%) |
| Афроамериканци    | 20 (4,4%)   | 12 (2,4%)   |
| Азијати           | 0 (0,0%)    | 1 (0,2%)    |
| Хиспаноамериканци | 116 (25,5%) | 153 (30,7%) |
| Укупно            | 455         | 498         |